# Johnny Dundee
Pour les articles homonymes, voir Dundee (homonymie).
Johnny Dundee est un boxeur américain né le 22 novembre 1893 à Sciacca, Italie, et mort le 22 avril 1965.

## Carrière
Il devient le premier champion du monde des super-plumes le 18 novembre 1921 après sa victoire par disqualification au 5e round de George KO Chaney. Dundee conserve 4 fois son titre puis s'incline contre Jack Bernstein le 30 mai 1923.
Il remporte à peine deux mois plus tard le titre mondial des poids plumes aux dépens du français Eugène Criqui (victoire aux points en 15 rounds le 26 juillet 1923) avant de prendre sa revanche contre Bernstein le 17 décembre suivant. Steve Sullivan lui ravit définitivement son titre le 20 juin 1924 et il laisse sa ceinture poids plumes vacante le 10 août 1924.

## Distinction
- Johnny Dundee est membre de l'International Boxing Hall of Fame depuis 1991[2].